# Prosphonese
Die Prosphonese („Anrede“) ist eine Form des Fürbittengebets, bei der der Liturg das gesamte Gebet in Form eines Monologes zum Altar hin spricht und es so stellvertretend für die Gemeinde vor Gott bringt.
Die Prosphonese besteht üblicherweise aus einem Gebetsaufruf („Lasset uns beten“), einer Anrede Gottes und darauffolgenden Bitten, oft gegliedert nach Bitten für die Christenheit, die politisch Verantwortlichen und die Gemeinde. Auf die Prosphonese folgt in Gottesdiensten ohne Abendmahlsfeier das Vaterunser als gemeinsam gesprochenes Gebet.